# Remscheid
Remscheid este un oraș în landul Renania de Nord-Westfalia, Germania. 

## Personalități marcante
- Manfred Reichert